# Яель Стоун
Яель Стоун (англ. Yael Stone; нар. 6 березня 1985, Сідней, Австралія) — австралійська акторка, відома роллю Лорни Морелли в комедійно-драматичному серіалі «Помаранчевий — хіт сезону».

## Біографія
Народилася в Сіднеї, Австралія в родині архітектора та медичної сестри. Її тато народився в Чехословаччині, його батьки пережили Голокост. У трирічному віці він переїхав до Австралії. Батько Яель сповідує юдаїзм, мати також прийняла цю віру. Яель має брата Джейка, який був учасником австралійського хіп-хоп гурту «Bluejuice» та сестру Елану, яка також музикант.
Яель Стоун навчалася в Ньютаунському коледжі театрального мистецтва та Національному інституті драматичного мистецтва.

## Кар'єра
Яель почала акторську кар'єру ще в дитячі роки, знявшись у комедії «Я, знову я та ще раз я» (1999) та двома роками пізніше у телесеріалі «Ферма». Вона також почала брати участь у театральних постановках. За роль у виставі «Дитина» молода акторка отримала Сіднейську театральну нагороду.
У 2007 акторка починає зніматися в австралійській драмі «Всі святі». У 2010—2011 Яель виконувала роль Лінди в комедійно-драматичному серіалі «Ожилий».
Після переїзду в Нью-Йорк Стоун затверджують на роль напівіталійки Лорни Морелло — уразливої дівчини, яка водила тюремну машину. За участь у серіалі акторка разом з колегами по знімальному майданчику тричі ставала лауреатом премії Гільдії кіноакторів США в категорії «Найкращий акторський склад у комедійному серіалі».

## Особисте життя
У 2012 Яель Стоун одружилася з актором Деном Шпільманом у Нью-Йорку.

## Фільмографія
| Рік       |    | Українська назва            | Оригінальна назва         | Роль                        |
| --------- | -- | --------------------------- | ------------------------- | --------------------------- |
| 1999      | ф  | Я, знову я та ще раз я      | Me Myself I               | Стейсі                      |
| 2001      | с  | Ферма                       | The Farm                  | Сем Купер                   |
| 2007      | ф  | Захід                       | West                      | Стейсі                      |
| 2007—2008 | с  | Усі святі                   | All Saints                | Енн-Марі Престон            |
| 2011      | кф | Запеклий злочинець          | Jailbirds                 | Люсі                        |
| 2010—2011 | с  | Ожилий                      | Spirited                  | Лінда                       |
| 2013—2017 | с  | «Помаранчевий — хіт сезону» | Orange Is the New Black   | Лорна Морелло               |
| 2015—2017 | с  | Вмсокі ставки               | High Maintenance          | Бет                         |
| 2015      | с  | Кінець дитинства            | Childhood's End           | Перетта Джонс               |
| 2016      | ф  | Падіння                     | Falling                   | Сара                        |
| 2016      | с  | Під водою                   | Deep Water                | Торі                        |
| 2016      | ф  | Весілля Вайльда             | The Wilde Wedding         | Клементина                  |
| 2017      | мс | Супергерой на півставки     | Penn Zero: Part-Time Hero | Генерал Біґгорн (озвучення) |
| 2018      | с  | Пікнік біля Навислої скелі  | Picnic at Hanging Rock    | міс Дора Лумлі              |
| 2022      | ф  |                             | Blacklight                | Гелен                       |